# Hej tomtegubbar (film)
Hej tomtegubbar (engelska: The Lemon Drop Kid) är en amerikansk komedifilm från 1951 i regi av Sidney Lanfield. I huvudrollerna ses Bob Hope och Marilyn Maxwell. Sången "Silver Bells", introducerades i denna film och sjöngs av Hope och Maxwell.

## Rollista i urval
- Bob Hope - The Lemon Drop Kid
- Marilyn Maxwell - Brainey Baxter
- Lloyd Nolan - Oxford Charlie
- Jane Darwell - Nellie Thursday
- Andrea King - Stella
- Fred Clark - Moose Moran
- Jay C. Flippen - Straight Flush Tony
- William Frawley - Gloomy Willie
- Harry Bellaver - Sam the Surgeon
- Sid Melton - Little Louie
- Ben Welden - Singing Solly
- Ida Moore - Bird Lady
- Francis Pierlot - Henry
- Charles Cooley - Goomba
- Harry Shannon - polis
- Bernard Szold - Honest Harry
- Tor Johnson - The Super Swedish Angel, brottare
- Tom Dugan - No Thumbs Charlie

## Musik i filmen i urval
- "Silver Bells", skriven av Jay Livingston & Ray Evans, sjungs av Marilyn Maxwell & Bob Hope
- "It Doesn't Cost a Dime To Dream", skriven av Jay Livingston & Ray Evans, sjungs av Bob Hope & Marilyn Maxwell
- "They Obviously Want Me To Sing", skriven av Jay Livingston & Ray Evans, sjungs av Bob Hope